# Koninklijke Maleisische luchtmacht
De Koninklijke Maleisische luchtmacht (Maleis: Tentera Udara DiRaja Malaysia) is de in 1958 opgerichte luchtmacht van het koninkrijk Maleisië.
Haar geschiedenis gaat echter nog verder terug tot de Maleisische afdeling van de Britse luchtmacht, van toenmalig kolonisator het Verenigd Koninkrijk.

## Geschiedenis
In 1957 werd Maleisië onafhankelijk van het Verenigd Koninkrijk.
Op 2 juni 1958 passeerde in het Maleisische parlement een verordening die 's lands luchtmacht in het leven riep.
Een adviseur van de Britse luchtmacht stond in voor het uittekenen van de organisatie, personeel, materieel en legislatuur.
Het eerste vliegtuig werd een Scottish Aviation Twin Pioneer.
Het meeste personeel was in den beginne afgevaardigd van de Britse luchtmacht, en enkele daarvan maakten later de overstap.

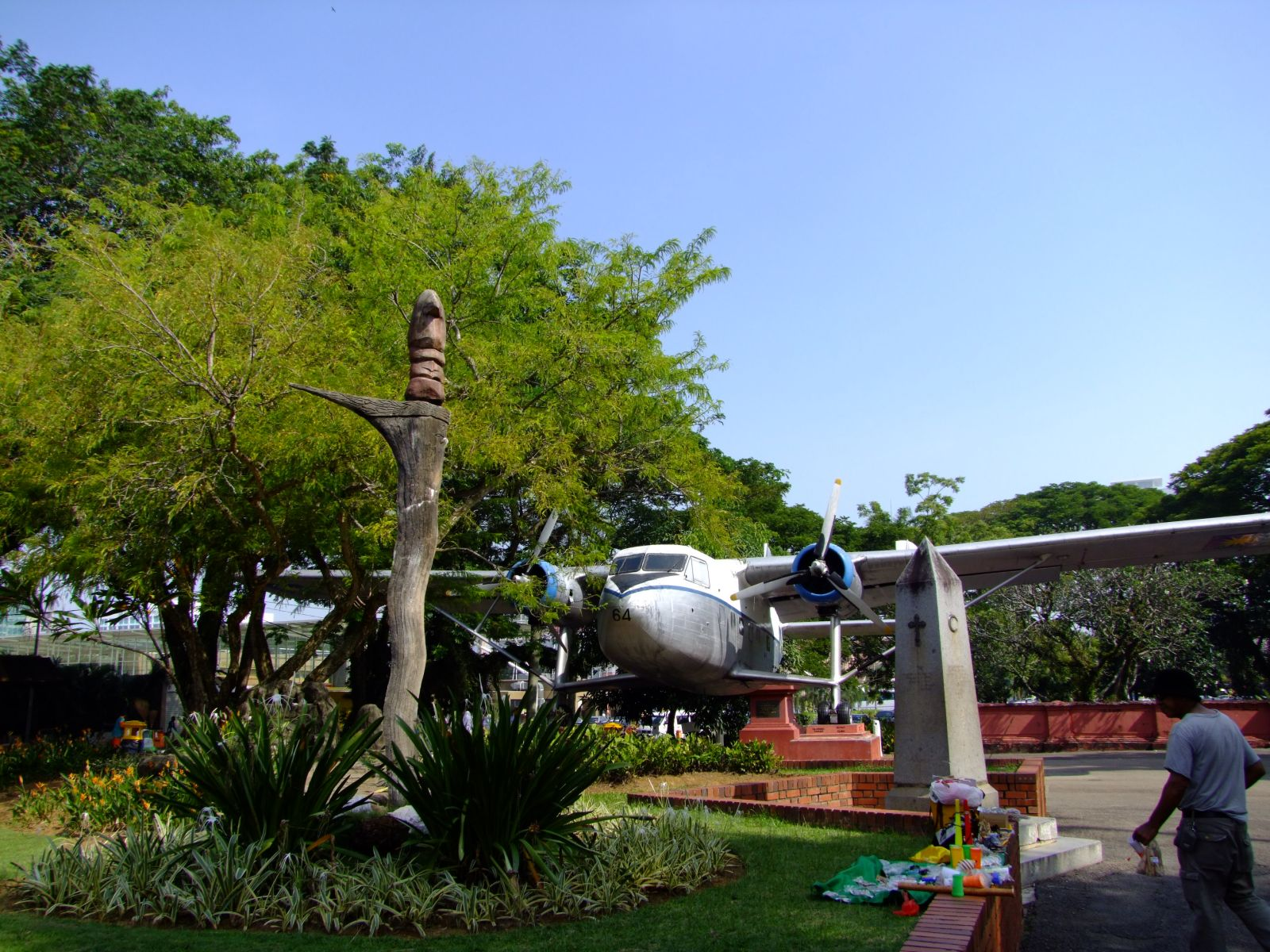
Een van Maleisiës voormalige Twin Pioneers.

Toen in 1963 de Maleisische Federatie ontstond kreeg de luchtmacht het predicaat Koninklijke.
Haar rol bestond er destijds in het leger te ondersteunen in diens strijd tegen communistische groeperingen.
De luchtmacht werd steeds groter met nieuwe eskaders en vliegtuigtypen, en in 1970 werd een opleidingscentrum geopend.
Eind 1971 trok het Britse leger zich terug uit Maleisië.
Er werd een akkoord gesloten tussen Maleisië, Singapore, Nieuw-Zeeland, Australië en het VK inzake de verdediging van de regio.
Daaruit voort vloeiend hield Australië tot 1983 een eskader Mirage IIIO's in Maleisië.
Het land moderniseerde vervolgens haar luchtmacht met Amerikaanse- en Europese en sedert de jaren 1990 ook Russische types.
Daaronder verschillende gevechtsvliegtuigen, van MiG-29 tot F/A-18 Hornet.
In de jaren 2000 werden onder meer nieuwe Eurocopter-reddingshelikopters en Airbus-militaire transportvliegtuigen besteld.

## Luchtmachtbases
Alor Setar-Sultan Abdul Haji HalimPC-7
Alouette III
MD3-160
Gong KedakSu-30
ButterworthSea King
F-5
Hawk
MB-339
F/A-18
Kuantan-Sultan Ahmed ShahHawk
MiG-29
Kuala Lumpur/SubangF-28
Falcon 900
BD700
Cessna 402
Beechcraft
C-130
CASA CN-235
Kuala Lumpur/Sungai BesiSea King
AS-61
Black-Hawk
Agusta A109
Cessna 402
MD3
KuchingSea King
CASA CN-235
LabuanSea King
C-130
Kluang (landmacht)A-109
Lumut (marine)Lynx
AS-555

## Inventaris

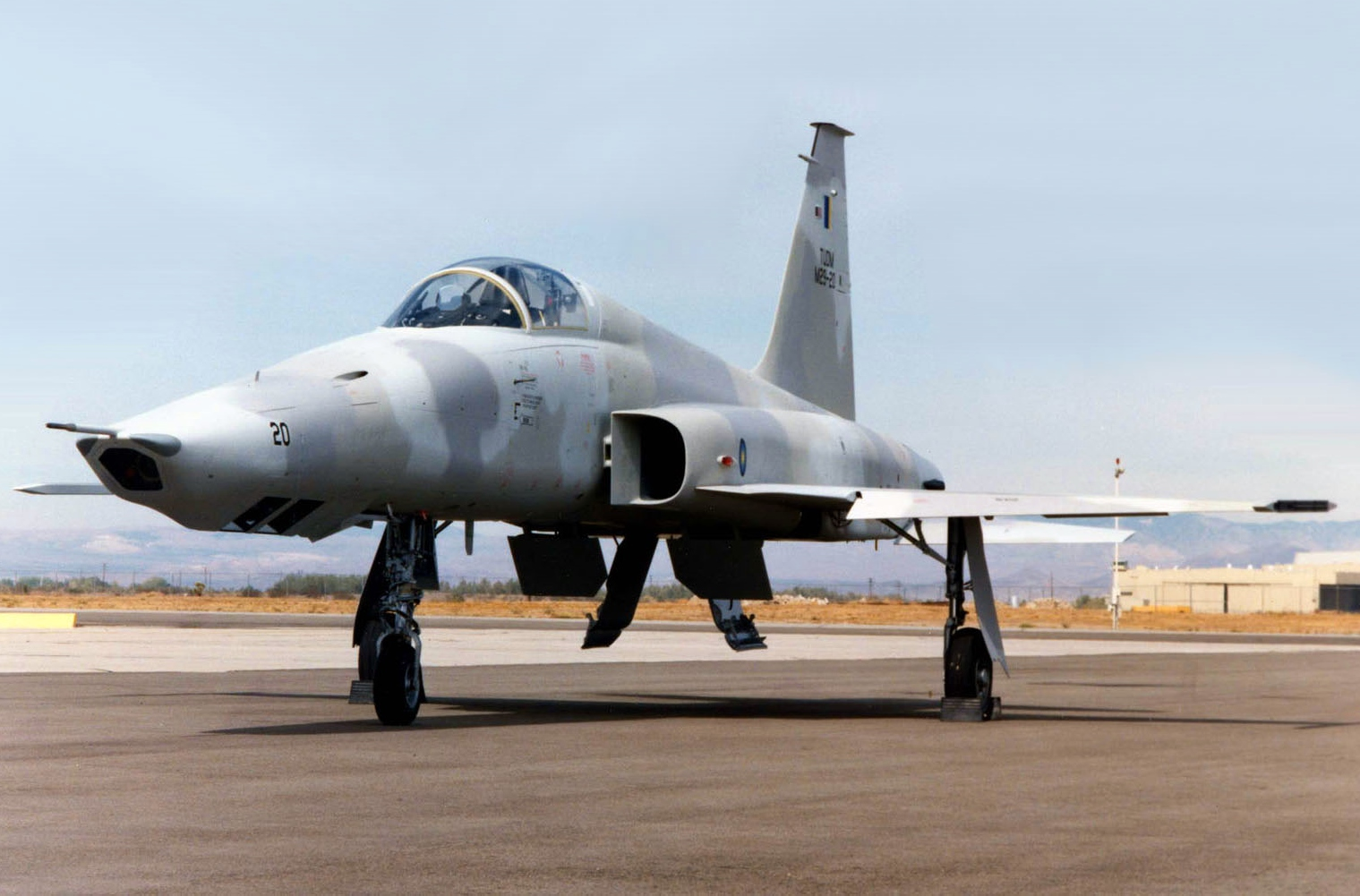
Een Maleisische RF-5E.

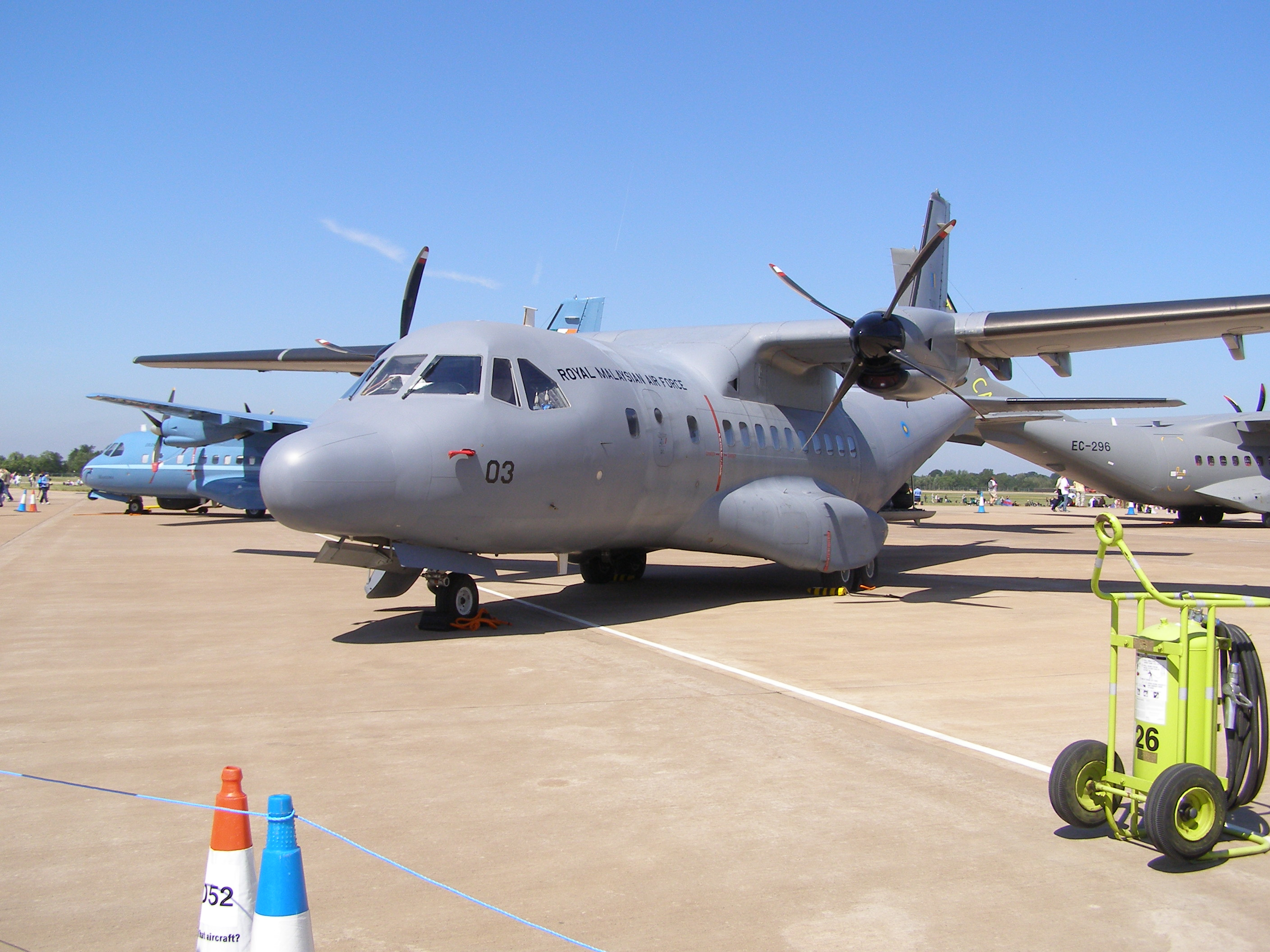
CASA CN-235, jul 2006.

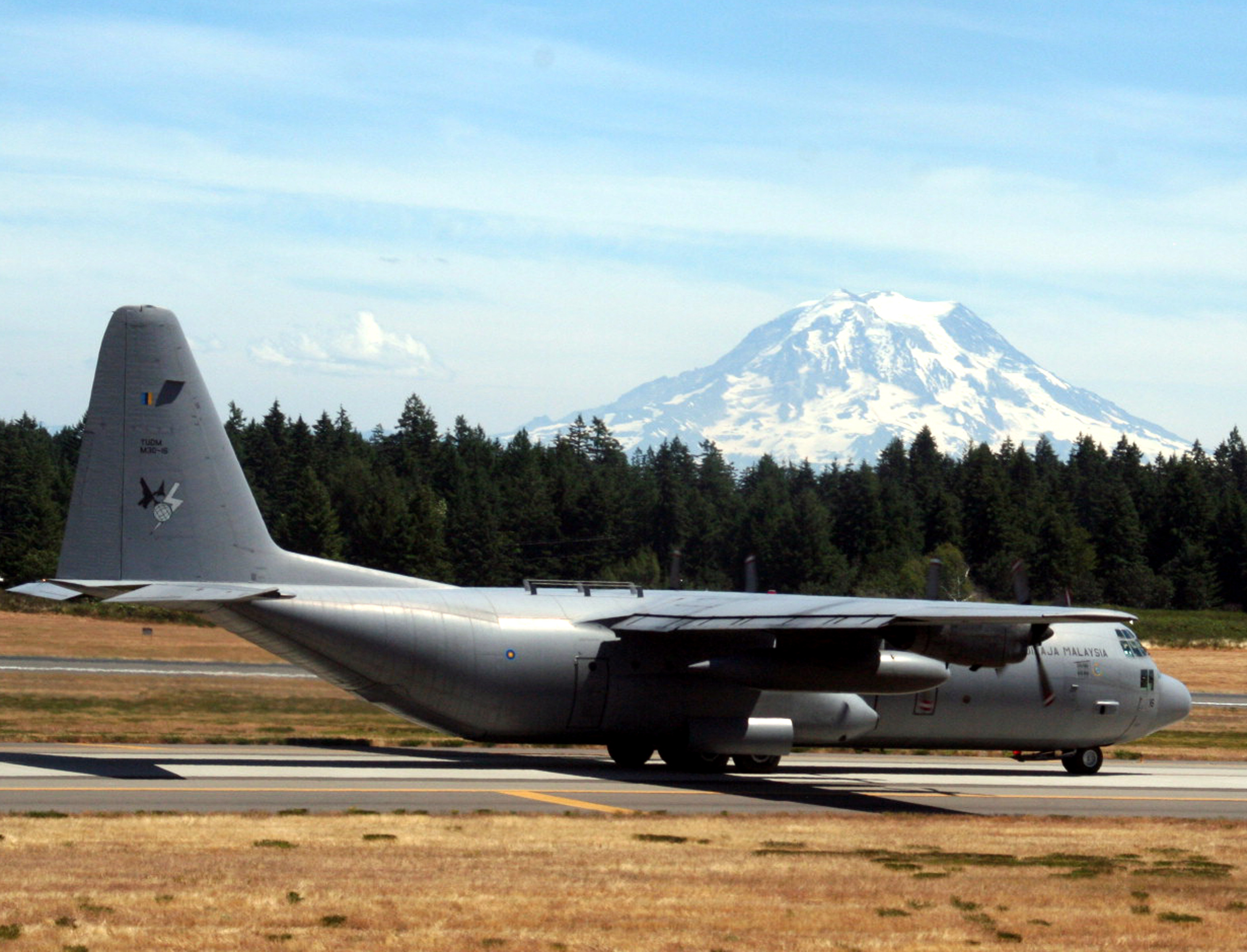
C-130, jul 2009.

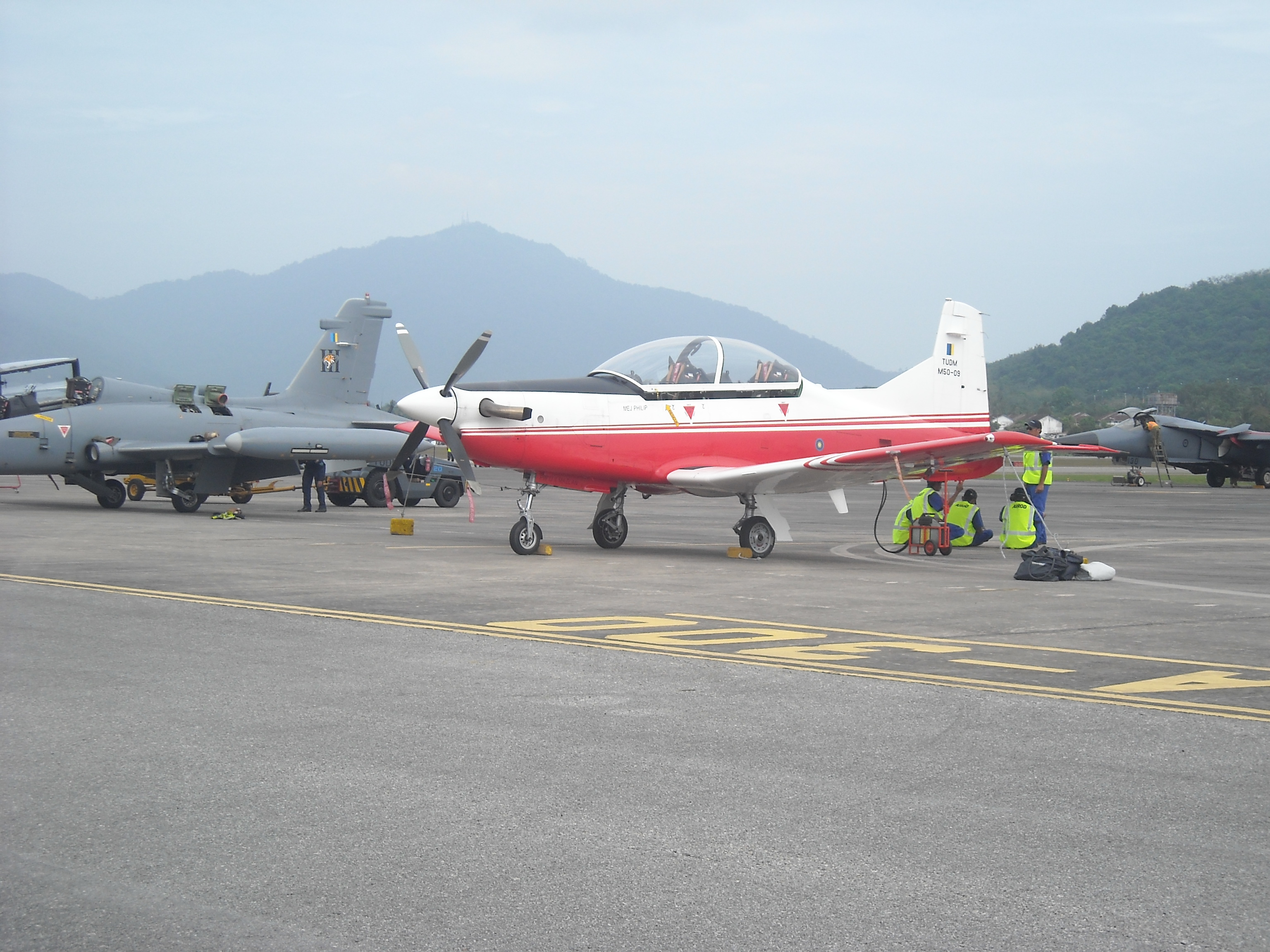
Pilatus PC-7 Mk II, dec 2009.

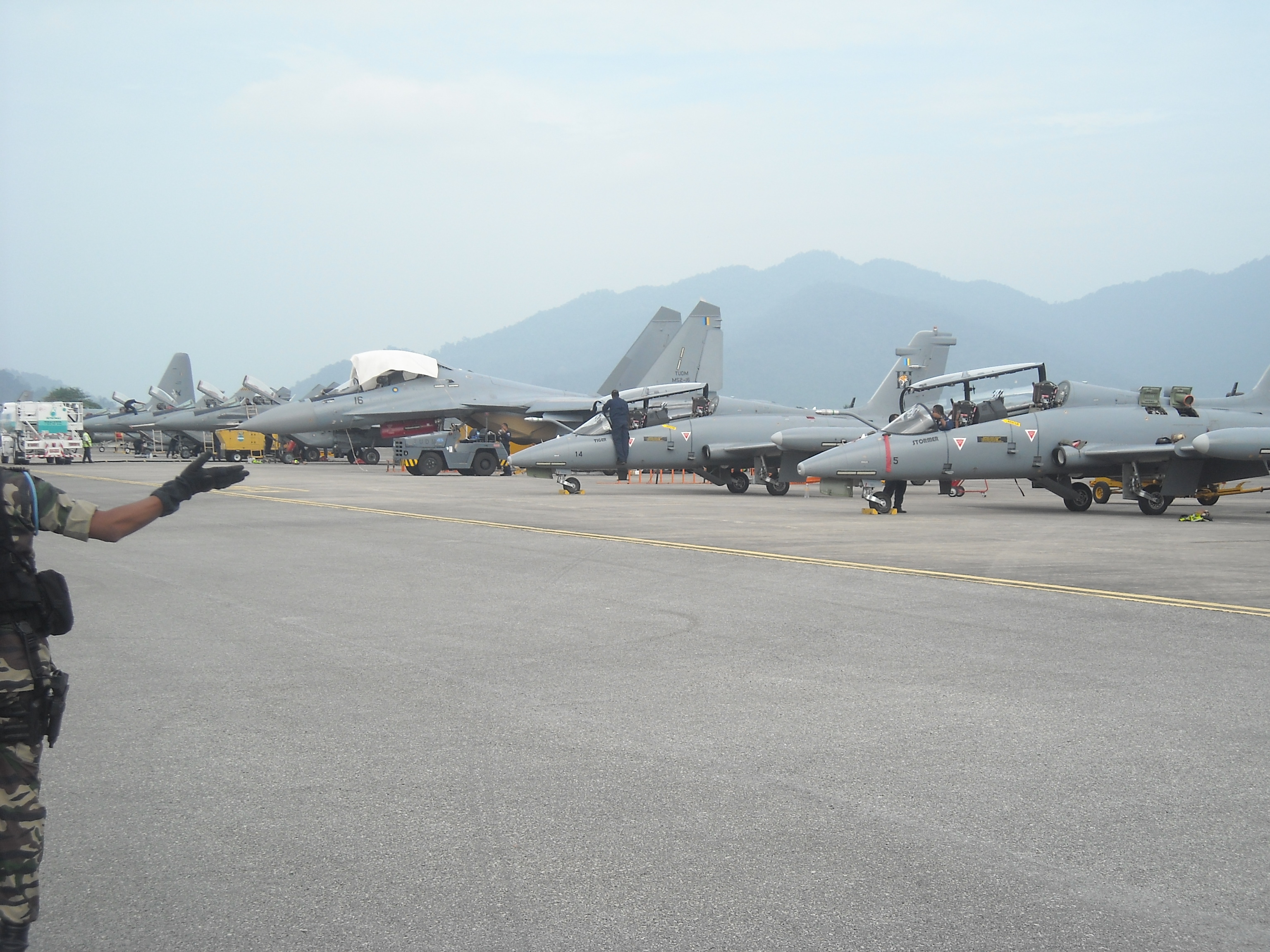
Twee MB-339's (vooraan) en een Su-30 (daarachter), dec 2009.

| Toestel                          | Versie(s)           | # (or.)             | Rol                                     | Herkomst            |
| Gevechtsvliegtuigen              | Gevechtsvliegtuigen | Gevechtsvliegtuigen | Gevechtsvliegtuigen                     | Gevechtsvliegtuigen |
| -------------------------------- | ------------------- | ------------------- | --------------------------------------- | ------------------- |
| Boeing F/A-18 Hornet             | F/A-18D             | 8                   | multirol-gevechtsvliegtuig              | Verenigde Staten    |
| Soechoj Soe-30                   | Soe-30MKM           | 18                  | Multirolgevecht                         | Rusland             |
| BAe Hawk                         | Hawk 208            | 12                  | Lesvliegtuig met gevechtscapabiliteiten | Verenigd Koninkrijk |
| KAI T-50                         | FA-50 Block 20      | 18 besteld          | Lesvliegtuig met gevechtscapabiliteiten | Zuid-Korea          |
| Maritieme verkenningsvliegtuigen |                     |                     |                                         |                     |
| ATR 72                           | ATR 72MP            | 2 besteld           | Maritieme verkenning                    | Frankrijk Italië    |
| IPTN CN-235                      | CN-235-220MSA       | 2 1 besteld         | Maritieme verkenning                    | Spanje Indonesië    |
| Beechcraft Super King Air        | B200T               | 3                   | Maritieme verkenning                    | Verenigde Staten    |
| Tankvliegtuigen                  |                     |                     |                                         |                     |
| KC-130 Hercules                  | KC-130T             | 4                   | Tankvliegtuig                           | Verenigde Staten    |
| Transport                        |                     |                     |                                         |                     |
| Airbus A400M                     | A400M-180           | 4                   | Militair transportvliegtuig             | Europese Unie       |
| Lockheed C-130 Hercules          | C-130H              | 8                   | Militair transportvliegtuig             | Verenigde Staten    |
| IPTN CN-235                      | CN-235-220          | 6                   | Militair transportvliegtuig             | Spanje Indonesië    |
| Airbus A319                      | A319CJ              | 1                   | VIP                                     | Europese Unie       |
| Boeing 737                       | 737-700 BBJ         | 1                   | VIP                                     | Verenigde Staten    |
| Bombardier Global Express        | BD700               | 1                   | VIP                                     | Canada              |
| Dassault Falcon 900              | 900B                | 1                   | VIP                                     | Frankrijk           |
| Lesvliegtuigen                   |                     |                     |                                         |                     |
| Pilatus PC-7                     | PC-7 Mk II          | 20                  | Basisopleiding                          | Zwitserland         |
| Aermacchi MB-339                 | MB-339CM            | 7                   | Jetopleiding                            | Italië              |
| BAe Hawk                         | Hawk 108            | 4                   | Jetopleiding                            | Verenigd Koninkrijk |
| Beechcraft Super King Air        | 350                 | 2                   | Tweemotorig opleidingsvliegtuig         | Verenigde Staten    |
| Helikopters                      |                     |                     |                                         |                     |
| H225M                            |                     | 12                  | SAR/varia                               |                     |
| Sikorsky S-70 Black Hawk         | S-70A-42            | 2                   | VIP transport/varia                     | Verenigde Staten    |